# Parijs-Tours 1989
Parijs-Tours 1989 ofwel, de 83ste editie  werd verreden op zondag 8 oktober 1989. De wedstrijd had een lengte van 283,5 kilometer, startte in Chaville en eindigde in Tours.
De Nederlander Jelle Nijdam won de massasprint.
Met zijn zevende plaats verzekerde de Ier Sean Kelly zich van de winst in de eerste editie van de wereldbeker. Parijs-Tours was de tiende van elf wedstrijden die meetelde voor het klassement. 

## Uitslag
| Plaats  | Naam                | Ploeg                         | Tijd     |
| ------- | ------------------- | ----------------------------- | -------- |
| Winnaar | Jelle Nijdam        | Superconfex-Yoko              | 7u11'42" |
| 2       | Eric Vanderaerden   | Panasonic–Isostar–Colnago–Agu | z.t.     |
| 3       | Johan Museeuw       | AD Renting-WCUP               | z.t.     |
| 4       | Rolf Sørensen       | Ariostea                      | z.t.     |
| 5       | Adriano Baffi       | Ariostea                      | z.t.     |
| 6       | Sammie Moreels      | Lotto                         | z.t.     |
| 7       | Sean Kelly          | PDM-Concorde                  | z.t.     |
| 8       | Marcel Wüst         | RMO-Mavic-Liberia             | z.t.     |
| 9       | Guido Bontempi      | Carrera Jeans-Vagabond        | z.t.     |
| 10      | Jean-Claude Colotti | RMO-Mavic-Liberia             | z.t.     |

1896 · 
1897 · 
1898 · 
1899 · 
1900 · 
1901 · 
1902 · 
1903 · 
1904 · 
1905 · 
1906 · 
1907 · 
1908 · 
1909 · 
1910 · 
1911 · 
1912 · 
1913 · 
1914 · 
1915 · 
1916 · 
1917 · 
1918 · 
1919 · 
1920 · 
1921 · 
1922 · 
1923 · 
1924 · 
1925 · 
1926 · 
1927 · 
1928 · 
1929 · 
1930 · 
1931 · 
1932 · 
1933 · 
1934 · 
1935 · 
1936 · 
1937 · 
1938 · 
1939 · 
1940 · 
1941 · 
1942 · 
1943 · 
1944 · 
1945 · 
1946 · 
1947 · 
1948 · 
1949 · 
1950 · 
1951 · 
1952 · 
1953 · 
1954 · 
1955 · 
1956 · 
1957 · 
1958 · 
1959 · 
1960 · 
1961 · 
1962 · 
1963 · 
1964 · 
1965 · 
1966 · 
1967 · 
1968 · 
1969 · 
1970 · 
1971 · 
1972 · 
1973 · 
1974 · 
1975 · 
1976 · 
1977 · 
1978 · 
1979 · 
1980 · 
1981 · 
1982 · 
1983 · 
1984 · 
1985 · 
1986 · 
1987 · 
1988 · 
1989 · 
1990 · 
1991 · 
1992 · 
1993 · 
1994 · 
1995 · 
1996 · 
1997 · 
1998 · 
1999 · 
2000 · 
2001 · 
2002 · 
2003 · 
2004 · 
2005 · 
2006 · 
2007 · 
2008 · 
2009 · 
2010 · 
2011 · 
2012 · 
2013 · 
2014 · 
2015 · 
2016 · 
2017 · 
2018 · 
2019 ·
2020 ·
2021 ·
2022 ·
2023 ·
2024 ·
2025